# Omalotheca afghanica
Omalotheca afghanica là một loài thực vật có hoa trong họ Cúc. Loài này được (Rech.fil. & Köie) J.Holub mô tả khoa học đầu tiên năm 1976.